# Team Falcons
Pour ligue compétitive, voir Call of Duty League.
Team Falcons (anciennement Falcons Esports) est une organisation d'e-sport saoudienne. Fondée en 2017, la structure est présente sur plusieurs scènes internationale. Elle s'est fait connaître en achetant directement des joueurs et entraineurs de haut niveau afin de construire des « superteams».

## Histoire
Team Falcons a été cofondée en 2017 par, entre autres, Mossad « Msdossary » Al-Dossary, le vainqueur de la FIFA eWorld Cup 2018, qui en est le PDG.
En août 2022, Grant Rousseau a rejoint Falcons en tant que Directeur Global de l’Esport. Rousseau a déclaré que l'objectif de Msdossary lors de la fondation de Falcons était de développer « un monde d'esports pour les joueurs de la région MENA ». En effet, étant une organisation saoudienne, l'équipe joue dans les régions MENA, EMEA et Asie,,,. A l'image de l'approche adoptée par la structure américaine FaZe Clan, une grande partie du travail de branding des Falcons s'est concentrée sur l'acquisition de popularité au sein du Moyen-Orient et de l'Europe.
Bien que le gestionnaire financier ne l'a pas officiellement annoncée, Nicholas Taifalos de Dot Esports écrit que « c'est probable que [l'organisation] ai des liens avec la famille royale saoudienne ».
En juillet 2022, Gamers8 (un tournoi organisé par la Fédération saoudienne d'e-sport), a annoncé que l'équipe Falcons aurait ses propres espaces dédiés lors d'un événement à Riyad. Composé de deux espaces Falcons Arena et Falcons District, il proposerai des tournois de jeux, des événements de rencontre et un spectacle de cuisine en direct pour le premier, alors que le  second espace proposerai des produits dérivés, un musée présentant les performances de l'équipe, une zone de jeu PC, une académie « Apprendre à devenir un PRO » ainsi qu'une zone de streaming.
« Gamers8 : The Land of Heroes », un autre festival d'esports s'est tenu en 2023 au Boulevard Riyadh City. Le festival comprenait une attraction baptisée « Falcons HQ », où les visiteurs pouvaient jouer contre des influenceurs du jeu vidéo.
Il a été prouvé que les Falcons ciblaient des joueurs et des entraîneurs de haut niveau qui ont connu un succès considérable sur la scène esport professionnel, dans l'espoir de les recruter. L'organisation a réussi à courtiser ces joueurs et ces entraîneurs, développant des « superteams ». C'est-à-dire des équipes qui sont en théories capables de rivaliser avec les meilleurs,,.
Cependant, certains joueurs ont refusé de rejoindre les Falcons. C'est le cas par exemple du canadien de Counter-Strike « Twistzz » déclarant même : « Si ma priorité était uniquement l’argent, je pourrais rejoindre les Falcons sans hésiter. Mais ma carrière passe avant tout. J’ai des valeurs, et ce n’est pas qu’une question de salaire. » 
En 2023 et 2024, Falcons à créé de nombreuses équipes sur plusieurs scènes e-sports. Nicholas « Taffy » Taifalos  a écrit que « de nombreux fans de jeux vidéo et experts ont comparé l'incursion des Falcons dans l'e-sport à du sportswashing ».

## Divisions
Team Falcons a des rosters sur Apex Legends, Counter-Strike 2, Dota 2, FIFA / EA Sports FC, Overwatch, PUBG, Rocket League, Tom Clancy's Rainbow Six Siege et Valorant. Ils ont également déjà participé à des compétitions sur Call of Duty.
En milieu d'année 2023, Falcons cherchait à conclure un accord avec les danois d'Astralis, afin de récupérer leurs place dans le championnat EMEA de League of Legends (LEC). Cependant, les négociations ont échoué après que Riot Games n'a pas approuvé la transaction ; le slot a finalement été attribué à Karmine Corp,.
En mai 2024, Falcons a annoncé un partenariat avec AP Bren, une équipe d'esports participant aux tournois Mobile Legends: Bang Bang. Leur partenariat a été conclu juste avant les phases finales de la saison 13 de la MPL Philippines (ligue du jeu).

### Apex Legends
En mai 2024, les Falcons sont entrés sur la scène compétitive d'Apex Legends, en signant Phillip « ImperialHal » Dosen, Noyan « Genburten » Ozkose et Rhys « Zer0 » Perry. En raison de la domination du trio avec leurs équipes précédentes (TSM pour Hal et DarkZero pour les deux derniers), les journalistes des médias eSports ont considéré leur arrivée sous les Falcons comme une « superteam »,. Le trio a fait son entrée lors du deuxième segment de l'année 4 de l'Apex Legends Global Series (ALGS). Ils ont remporté la Pro League nord-américaine et ont ensuite remporté la médaille d'argent à la Coupe du monde d'esports 2024,.
Malgré son entrée en tant que favori lors de l'ALGS Year 4 Split 2, l'équipe a terminé à la 20e place. Le résultat décevant a conduit à un changement d'effectif puisque Genburten a quitté l'équipe, remplacé par Wxltzy. Draugr a également été recruté comme entraîneur principale de l'équipe.

### Call of duty
En août 2024, Falcons rachète la franchise Vegas Legion, alors en Call of Duty League, auprès de Contact Gaming. L'équipe concourra sous le nom de Vegas Falcons à partir de la saison 2025, en utilisant le même roster que celle présentée par les Falcons lors de la Coupe du monde d'esports 2024.

### Counter-Strike

#### Counter-Strike 2
Après la fin de CSGO, Falcons présente une nouvelle équipe sur Counter-Strike 2 (CS2). En octobre 2023, l'équipe a signé le coach Danny « zonic » Sørensen. La signature de Zonic a été considérée comme une surprise puisque qu'il venait de remportait le major de Paris avec Vitality et que les Falcons étaient alors classés 55e au rang mondiale. Durant le même mois, les Falcons signe Emil « Magisk » Reif puis Dupreeh aussi vainqueur du major avec Vitality. Falcons complète le roster avec Marco « Snappi » Pfeiffer, Alvaro « SunPayus » Garcia et Pavle « Maden » Bošković d'Ence.
Des rapports de presse ont été publiés selon lesquels Nikola « NiKo » Kovač aurait accepté de rejoindre les Falcons, bien qu'il ait nié un transfert vers l'équipe depuis G2 Esports.
En février 2024, l'ukrainien et meilleur joueur du monde en 2018, 2021&2022, Oleksandr "s1mple" Kostyljev rejoint les Falcons pour un prêt d'un mois de Natus Vincere. Bien qu'il ait été prêté aux Falcons spécifiquement pour participer au tournoi BLAST Premier Spring Showdown 2024, l'équipe a été bouleversée par Metizport et éliminée au premier tour. L'équipe n'a pas non plus réussi à se qualifier pour le PGL Major Copenhague 2024. Il signe également en mars, le danois Peter « dupreeh » Rasmussen,.
En avril, l'équipe subi une nouvelle défaite face à RUBY au premier tour des qualifications européennes pour la Coupe du monde d'esports 2024. Cette défaite signifiait que Falcons ne représenteraient pas leur région dans le tournoi.
En septembre, après avoir été éliminés à la dernière place de la finale d'automne du BLAST Premier, Falcons signe s1mple, pour un deuxième prêt en remplacement de SunPayus, cette fois jusqu'à fin 2024 et incluant les RMR d'Europe pour le major de Shanghai.
Après leur élimination du Perfect World Shanghai Major RMR, Falcons met Snappi, Maden et Dupreeh sur le banc, réduisant l'effectif actif de l'équipe à seulement Magisk. Le 3 janvier 2025, les Falcons signe Nikola "NiKo" Kovač. Le lendemain, les Falcons complètent l'effectif après avoir acquis Damjan « kyxsan » Stoilkovski, René « TeSeS » Madsen et Abdul « degster » Gasanov de chez HEROIC.

##### Roster
| Nat.                             | Pseudo   | Nom                | Rôle | Date d'entrée  |
| -------------------------------- | -------- | ------------------ | ---- | -------------- |
|                                  | kyousuke | Maxim Lukin        |      | 23 juin 2025   |
| Drapeau de la Bosnie-Herzégovine | NiKo     | Kovač Nikola       |      | 3 janvier 2025 |
|                                  | TeSeS    | Madsen René        |      | 4 janvier 2025 |
| Drapeau de la Macédoine du Nord  | kyxsan   | Stoilkovski Damjan |      | 4 janvier 2025 |
|                                  | m0NESY   | Ilya Osipov        |      | 14 avril 2025  |

|  | zonic | Danny Sørensen |  | 1 novembre 2023 |

### Dota 2
En novembre 2023, les Falcons rentre sur la scène compétitive de Dota 2 avec les signatures d'Oliver « skiter » Lepko, Ammar « ATF » Al-Assaf, Andreas « Cr1t- » Nielsen, Wu « Sneyking » Jingjun et Stanislav « Malr1ne » Potorak,. L'équipe a remporté le tournoi BetBoom Dacha Dubaï 2024 en février, l'ATF ayant terminé MVP. En mars, l'équipe a remporté une victoire écrasante lors du tournoi DreamLeague Saison 22, remportant le grand prix de 300 000 $ après une victoire 3-0 sur BetBoom Team en finale.

### Overwatch
Les Falcons ont remporté le tournoi de la saison 2 de la division européenne des Overwatch Contenders en juillet 2021. En février 2024, les Falcons ont construit une équipe pour l'Overwatch Champions Series (OWCS). Le roster est composé de vétérans sud-coréens d'Overwatch ainsi que d'un joueur saoudien « Sir Majed » et d'anciens champions de l'Overwatch League.

### Rocket League
En mars 2021, Falcons Esports a acquis Sleeping, une équipe saoudienne Rocket League. L'effectif était composé des joueurs « Venom », « Ali », « trk511 » et « faisal », avec « Mr3zo » comme manager[réf. nécessaire]. Ils se sont classés deuxièmes du Rocket League Championship Series (RLCS) 2021–22 Spring Split Major, perdant la série finale en sept tours contre Moist Esports[réf. nécessaire]. En décembre 2023, ils ont signé les jumeaux « Rw9 » et « Kiileerrz » de Rule One[réf. nécessaire].

### Tom Clancy's Rainbow Six Siege
L'organisation saoudienne présente un roster sur Rainbow Six Siege. L'équipe s'est qualifiée pour le Six Invitational 2024, mais a été éliminée du tournoi par Team Liquid,. En février 2024, les Falcons ont signé Hashem « Hashom » Al Jafri.

#### Roster
| Nat. | Pseudo  | Nom             | Rôle    | Date d'entrée |
| ---- | ------- | --------------- | ------- | ------------- |
|      | BriD    | Loïc Chongthep  | support | 10 mars 2025  |
|      | LikEfac | Loïc Chongthep  | IGL     | 10 mars 2025  |
|      | Shaiiko | Stéphane Lebleu | entry   | 10 mars 2025  |
|      | Solotov | Fatih Türker    | flex    | 10 mars 2025  |
|      | Yuzus   | Josh Pritchard  | entry   | 10 mars 2025  |

|  | Stooflex  | Samy Smail         | Coach principal | 10 mars 2025 |
|  | Julio     | Julio Giacomelli   | Coach           | 10 mars 2025 |
|  | eaglemees | Mees van der Arend | Analyste        | 10 mars 2025 |

### Valorant
En 2022, les Falcons ont remporté la première Valorant MENA League, qui s'est tenue à Riyad et organisée dans le cadre d'un partenariat entre la Fédération saoudienne d'e-sport et le développeur de Valorant, Riot Games.

### PUBG
Le 15 janvier 2025, la structure esport Soniqs annonce le départ de sa très performante équipe PUBG. Dans la journée, les anciens joueurs de l'équipe s'ont annoncées comme la nouvelle formation PUBG Falcons Esports.

#### Roster
| Nat. | Pseudo    | Nom             | Rôle    | Date d'entrée   |
| ---- | --------- | --------------- | ------- | --------------- |
|      | hwinn     | Hunter Winn     | IGL     | 15 janvier 2025 |
|      | Kickstart | Matt Smith      | Starter | 15 janvier 2025 |
|      | Shrimzy   | Tristan Nowicki | Starter | 15 janvier 2025 |
|      | TGLTN     | James Giezen    | Starter | 15 janvier 2025 |

|  | MachineGunner | Owen Monahan | Manager | 15 janvier 2025 |